# Tetragonodes geminaria
Tetragonodes geminaria là một loài bướm đêm trong họ Geometridae.